# Дарко Пајчин
Дарко Пајчин (Пљевља 7. март 1978) српски је стрипар и илустратор. Дипломирани графичар дизајна. Излагао у Србији и Босни и Херцеговини.
У студију С. О. К. О. колорише стрипове „Кнез Липен“ по сценарију Зорана Стефановића и цртежу Синише Бановића, „Репати Џим“ по сценарију Петра Петровића и цртежу Саше Арсенића, „Дубровачки гусар“ по сценарију Зорана Стефановића и цртежу Вујадина Радовановића, као и насловне илустрације за серијализовани роман „Дубровачки гусар“ Бранка Видића. 